# Renealmia sancti-thomae
Renealmia sancti-thomae är en enhjärtbladig växtart som beskrevs av Ian Mark Turner. Renealmia sancti-thomae ingår i släktet Renealmia och familjen Zingiberaceae.
Artens utbredningsområde är São Tomé. Inga underarter finns listade i Catalogue of Life.